# Borsa di Santo Stefano

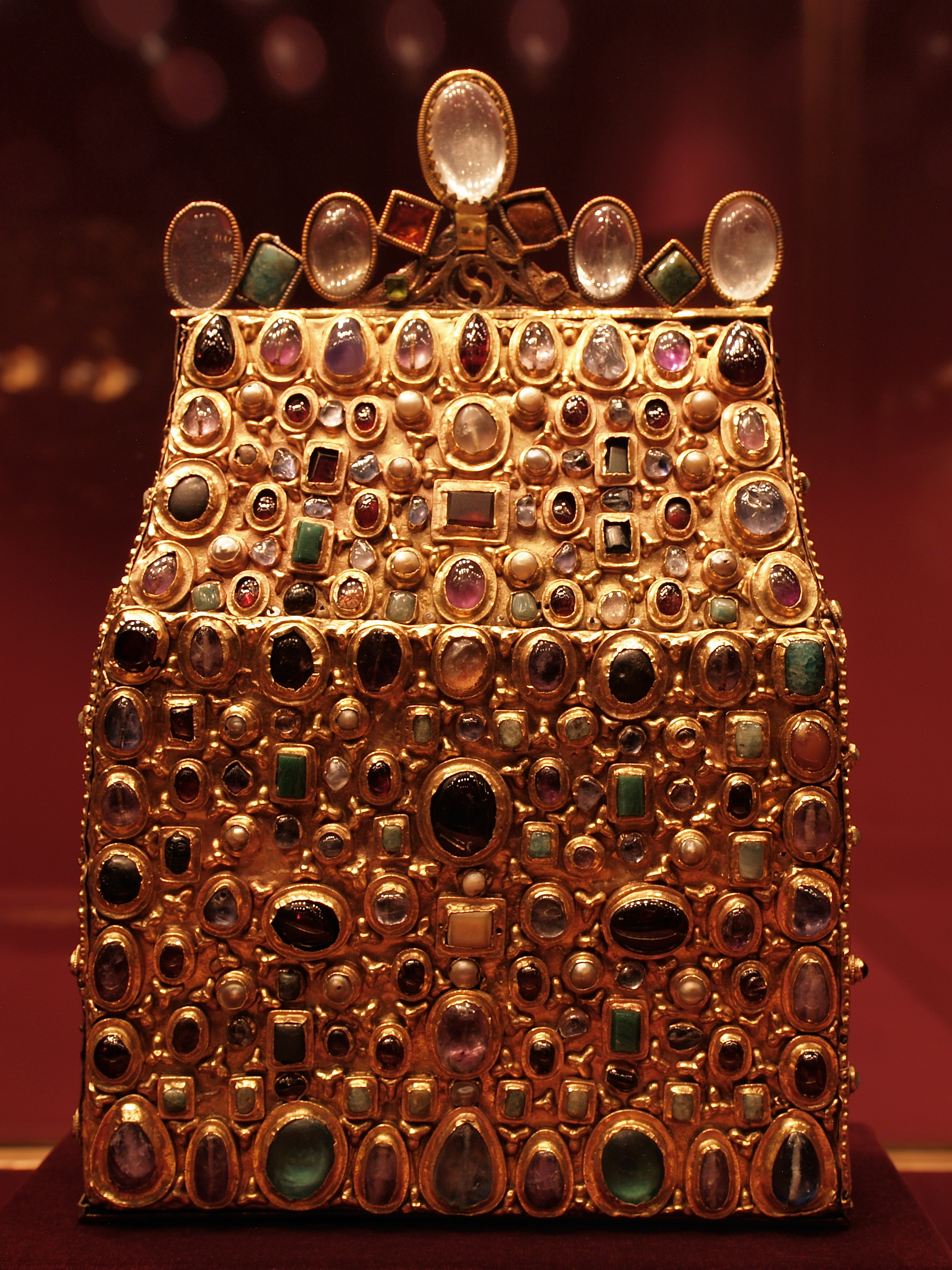
La Stephansbursa nel tesoro viennese

La borsa di Santo Stefano (in tedesco: Stephansbursa o Stephansburse) è un pezzo delle insegne imperiali del Sacro Romano Impero. È un reliquiario a forma di borsa da pellegrino, che presumibilmente contiene la terra di Gerusalemme che è intrisa del sangue di santo Stefano.

## Storia
All'incoronazione di Carlo Magno ad Aquisgrana, la Stephansbursa era l'unico pezzo del tesoro imperiale, che presto si sarebbe arricchito di altri prestigiosi componenti. Dopo l'atto di incoronazione vero e proprio, fu posta in una cavità del trono, su cui poi si sedette l'imperatore. Il coronato fu quindi intronizzato sulla terra proveniente dalla Città Santa, che era stata santificata dal sangue dei martiri.
Insieme al vangelo imperiale e alla sciabola di Carlo Magno, è una delle tre insegne imperiali tradizionalmente conservate ad Aquisgrana, nel tesoro della cattedrale. Nel 1794, furono portate in salvo a Paderborn per sottrarle alle truppe in avanzata di Napoleone. Nel 1801 arrivarono a Vienna nel tesoro secolare. Dal 1938 al 1946 la Stephansbursa è stata a Norimberga, per poi essere riportata a Vienna dove si trova ancora stabilmente, assieme al resto delle insegne imperiali. Oggi ad Aquisgrana si conserva solo una replica del manufatto.

## Descrizione
La parte anteriore della Stephansbursa è riccamente incastonata con pietre preziose. I lati mostrano quattro medaglioni: una dea della vendetta, un pescatore, un cacciatore di falchi e un ristoratore di uccelli. Si tratta di un'opera carolingia, probabilmente del primo terzo del IX secolo.